# Arima marginata
Arima marginata es un insecto coleóptero de la familia Chrysomelidae.
Fue descrita científicamente por primera vez en 1781 por Johan Christian Fabricius.